# Петржела, Милан
Ми́лан Пе́тржела (чеш. Milan Petržela; род. 19 июня 1983, Гоштице-Герольтице, Чехословакия) — чешский футболист, полузащитник клуба «Словацко». Выступал за сборную Чехии.

## Карьера

### Клубная
Воспитанник клуба «Дрновице». В 2003—2006 годах выступал за «Словацко». В 2006 году перешёл в пражскую «Спарту» и сразу был отдан в аренду в «Яблонец», с которым дошёл до финала кубка Чехии. В сезоне 2007/08 Петржела провёл за «Спарту» лишь один матч и по окончании сезона расстался с командой, став игроком клуба «Виктория» (Пльзень). В сезоне 2009/10 Милан Петржела вновь играл в финале кубка Чехии и способствовал победе «Виктории» (2:1), открыв счёт в матче. В следующем сезоне полузащитник в составе «Виктории» стал чемпионом Чехии.
4 июля 2012 года Петржела подписал трёхлетний контракт с немецким «Аугсбургом»,
но долго там не задержался. Отыграв в клубе 12 матчей за сезон, в 2013 году вернулся в «Викторию», подписав контракт на три года.

### В сборной
Милан Петржела в 2003 году привлекался в сборную Чехии для игроков не старше 20 лет. В составе этой команды полузащитник дебютировал 9 октября 2003 года в товарищеском матче с командой Англии. Всего Петржела сыграл за молодёжную сборную 6 матчей, из которых 3 товарищеских и 3 в рамках чемпионата мира 2003.
31 марта 2004 года в товарищеском матче со Словакией Милан Петржела впервые сыграл за молодёжную сборную Чехии. Всего в составе этой команды полузащитник провёл 14 матчей, в том числе 9 — в рамках отборочного турнира к чемпионату Европы 2006.
За первую сборную Петржела дебютировал 12 октября 2010 года в выездном матче отборочного турнира к чемпионату Европы против сборной Лихтенштейна. В дальнейшем в рамках отборочного турнира полузащитник сыграл ещё лишь 1 матч (на выезде с Шотландией), однако был включён в заявку сборной для участия в чемпионате Европы. Впервые на континентальном первенстве Милан Петржела сыграл 8 июня 2012 года в матче против сборной России, заменив на 76-й минуте игры Петра Йирачека.

## Статистика
| Матчи за сборную Чехии | Матчи за сборную Чехии | Матчи за сборную Чехии | Матчи за сборную Чехии | Матчи за сборную Чехии | Матчи за сборную Чехии  | Матчи за сборную Чехии |
| ---------------------- | ---------------------- | ---------------------- | ---------------------- | ---------------------- | ----------------------- | ---------------------- |
| №                      | Дата                   | Оппонент               | Счёт                   | Голы                   | Соревнование            |                        |
| 1                      | 12 октября 2010        | Лихтенштейн            | 2:0                    | -                      | Отборочный матч ЧЕ-2012 |                        |
| 2                      | 17 ноября 2010         | Дания                  | 0:0                    | -                      | Товарищеский матч       |                        |
| 3                      | 9 февраля 2011         | Хорватия               | 2:4                    | -                      | Товарищеский матч       |                        |
| 4                      | 4 июня 2011            | Перу                   | 0:0                    | -                      | Товарищеский матч       |                        |
| 5                      | 7 июня 2011            | Япония                 | 0:0                    | -                      | Товарищеский матч       |                        |
| 6                      | 10 августа 2011        | Норвегия               | 0:3                    | -                      | Товарищеский матч       |                        |
| 7                      | 3 сентября 2011        | Шотландия              | 2:2                    | -                      | Отборочный матч ЧЕ—2012 |                        |
| 8                      | 6 сентября 2011        | Украина                | 4:0                    | -                      | Товарищеский матч       |                        |
| 9                      | 29 февраля 2012        | Ирландия               | 1:1                    | -                      | Товарищеский матч       |                        |
| 10                     | 26 мая 2012            | Израиль                | 2:1                    | -                      | Товарищеский матч       |                        |
| 11                     | 8 июня 2012            | Россия                 | 1:4                    | -                      | ЧЕ-2012. Групповой этап |                        |
| 12                     | 15 августа 2012        | Украина                | 0:0                    | -                      | Товарищеский матч       |                        |
| 13                     | 11 сентября 2012       | Финляндия              | 0:1                    | -                      | Товарищеский матч       |                        |
| 14                     | 12 октября 2012        | Мальта                 | 3:1                    | -                      | Отборочный матч ЧМ-2014 |                        |
| 15                     | 3 июня 2014            | Австрия                | 1:2                    | -                      | Товарищеский матч       |                        |
| 16                     | 3 сентября 2014        | США                    | 0:1                    | -                      | Товарищеский матч       |                        |
| 17                     | 10 октября 2015        | Турция                 | 0:2                    | -                      | Отборочный матч ЧЕ-2016 |                        |
| 18                     | 8 октября 2016         | Германия               | 0:3                    | -                      | Отборочный матч ЧМ-2018 |                        |
| 19                     | 11 октября 2016        | Азербайджан            | 0:0                    | -                      | Отборочный матч ЧМ-2018 |                        |

## Достижения
Виктория Пльзень
- Чемпион Чехии (4): 2010/11, 2014/15, 2015/16, 2017/18
- Обладатель Кубка Чехии: 2009/10
- Обладатель Суперкубка Чехии: 2015